# Rosas de otoño
Rosas de otoño es una obra de teatro escrita por el dramaturgo español Jacinto Benavente y estrenada el 13 de abril de 1905.

## Argumento
La pieza narra las peripecias de Isabel, segunda esposa de Gonzalo, al constatar que su marido ha puesto los ojos en otra mujer, llamada Josefina. Esta última es además objeto de atención de Pepe, a su vez, marido de María Antonia, hija del primer matrimonio de Gonzalo. La familia es objeto de chantajes por parte de Josefina y su compinche, aunque finalmente triunfa la justicia y, pese a las dificultades, Isabel y María Antonia mantienen sus respectivos matrimonios.

## Representaciones destacadas

### Teatro
- 1905. (Estreno). Intérpretes: María Guerrero, Fernando Díaz de Mendoza, María Cancio.
- 1909. Intérpretes: Rosario Pino y Emilio Thuillier.
- 1918. Intérpretes: Margarita Xirgu.
- 1954. Intérpretes: Irene López Heredia, Vicente Soler, Ana María Méndez, Ricardo Hurtado, Manuel Andrés.
- 1963. Intérpretes: Mercedes Prendes, Antonio Puga, Mary Campos, Manuel Tejada.
- 1990. Dirección: José Luis Alonso Mañés. Intérpretes: Amparo Rivelles, Alberto Closas, Pedro del Río, Margot Cottens, Ramón Pons, Ana Hurtado.

### Cine
- 1943. Rosas de otoño. Dirección: Juan de Orduña. Intérpretes: María Fernanda Ladrón de Guevara, Fernando Fernán Gómez, María Asquerino, Julia Lajos, Luis Prendes, Luchy Soto.

### Televisión
- 1979, en el espacio de TVE Estudio 1. Adaptación y dirección: Manuel Aguado. Intérpretes: Amparo Rivelles, Francisco Piquer, Ana María Vidal, Pablo Sanz, Jaime Blanch, Nuria Carresi, Mercedes Barranco, Gabriel Llopart, José Enrique Camacho, Paloma Moreno, Marcial Gómez e Ivonne Sentis.